# Globo Cor Especial
Globo Cor Especial foi um programa infantil exibido pela TV Globo entre 2 de abril de 1973 e 4 de março de 1983. O programa era dedicado ao público infantil e apresentava uma seleção de desenhos animados, séries e filmes voltados para crianças.

## Formato
O Globo Cor Especial estreou em 1973, indo ao ar inicialmente das 17h às 18h. A programação incluía desenhos como Ligeirinho, A Fábrica de Mickey Mouse e Jackson 5, além das séries Abbott e Costello, Dick Van Dyke, Mary Tyler Moore, Missão Quase Impossível, Os Caretas e Família Do-Ré-Mi.Em março de 1974, o programa foi transferido para o horário das 12h às 13h. Durante esse período, passou a exibir atrações como Hong Kong Fu, Laboratório Submarino, Os Muzzarellas e Charlie Chan.
Na década de 1980, o horário foi novamente alterado, sendo exibido entre 11h50 e 12h50. Durante essa fase, alguns dos principais desenhos exibidos foram Superamigos, Os Flintstones, Os Jetsons, Jornada nas Estrelas (versão animada), Tutubarão, Zé Colméia, Jeannie é um Gênio, Penélope, Shazzan, Moby Dick, Manda-Chuva, Máquinas Voadoras e Sabrina.

## Abertura
A abertura original de 1973 era uma animação com diversos personagens icônicos, incluindo um caubói, King Kong, Batman, um índio e uma grande boca com um arco-íris. Essa vinheta se tornou marcante principalmente pela música-tema, Cinto de Inutilidades, composta por Nelson Motta, Marcos Valle e Paulo Sérgio Valle.Em 1978, a abertura foi reduzida para 18 segundos, apresentando apenas a primeira estrofe da canção em um ritmo mais acelerado. A animação passou a destacar formas coloridas e as iniciais "G&C".

## Impacto e legado
Além do Globo Cor Especial, a TV Globo também exibia desenhos animados dentro da Sessão HB. O sucesso do programa levou ao lançamento de um compacto pela Som Livre, contendo a canção de abertura do programa e uma música do programa Vila Sésamo.
A música Cinto de Inutilidades marcou uma geração de telespectadores, com versos que faziam referência a elementos clássicos dos desenhos animados e séries de aventura.

## Exibição
A sessão Globo Cor Especial era exibida às 12h na maioria das regiões do Brasil, mas no Rio Grande do Sul e em Santa Catarina a exibição ocorria às 17h, devido à transmissão de telejornais locais no horário do meio-dia, prática adotada nos dois estados desde o início dos anos 1970. Em 1982, a Globo começou a inserir o boletim Globo Cidade nos intervalos da sessão, como uma forma de experimentar o jornalismo nesse horário nas praças do Rio de Janeiro e São Paulo. A sessão foi extinta em 1983, quando o espaço passou a ser ocupado pelos telejornais locais da rede como RJTV, SPTV, DFTV e outros.